# Ölkühlung
Unter Ölkühlung versteht man die Wärmeabfuhr mittels Öl als Wärmeträger. Öl als Kühlmittel hat den Vorteil, dass es elektrisch isolierend ist, eine gute Schmierwirkung besitzt und auch korrosionshemmend für Metalle ist. Als Nachteile sind die Brandgefahr, mögliche Umweltgefahren und die mögliche Beschädigung organischer Werkstoffe anzuführen. Auch hat Öl eine geringere Wärmekapazität als Wasser.

## Anwendungen

### Starkstromtechnik
Die Ölkühlung wird hauptsächlich für leistungselektrische Geräte, wie Transformatoren oder Anlasswiderstände angewandt, wobei das Öl isolierende Funktion hat (vgl. Transformatorenöl). Bei der Ölkühlung befindet sich das wärmeentwickelnde Element in einem Ölbad, das mit einem Ausdehnungsgefäß ausgestattet ist, um Volumenschwankungen des Öls auszugleichen.

### Verbrennungsmotoren
Bei Verbrennungsmotoren, in denen das Motoröl erhöhten thermischen Belastungen ausgesetzt ist – dazu zählen insbesondere luftgekühlte Motoren und solche für den Rennsporteinsatz – muss dieses zusätzlich gekühlt werden, da die einfache Kühlung über die – zum Teil unten mit Kühlrippen versehene – Ölwanne nicht ausreicht. Eine größere Wirkung erzielt ein extern angebrachter (Haupt- oder Nebenstrom-)Ölkühler im Ölkreislauf des Motors.

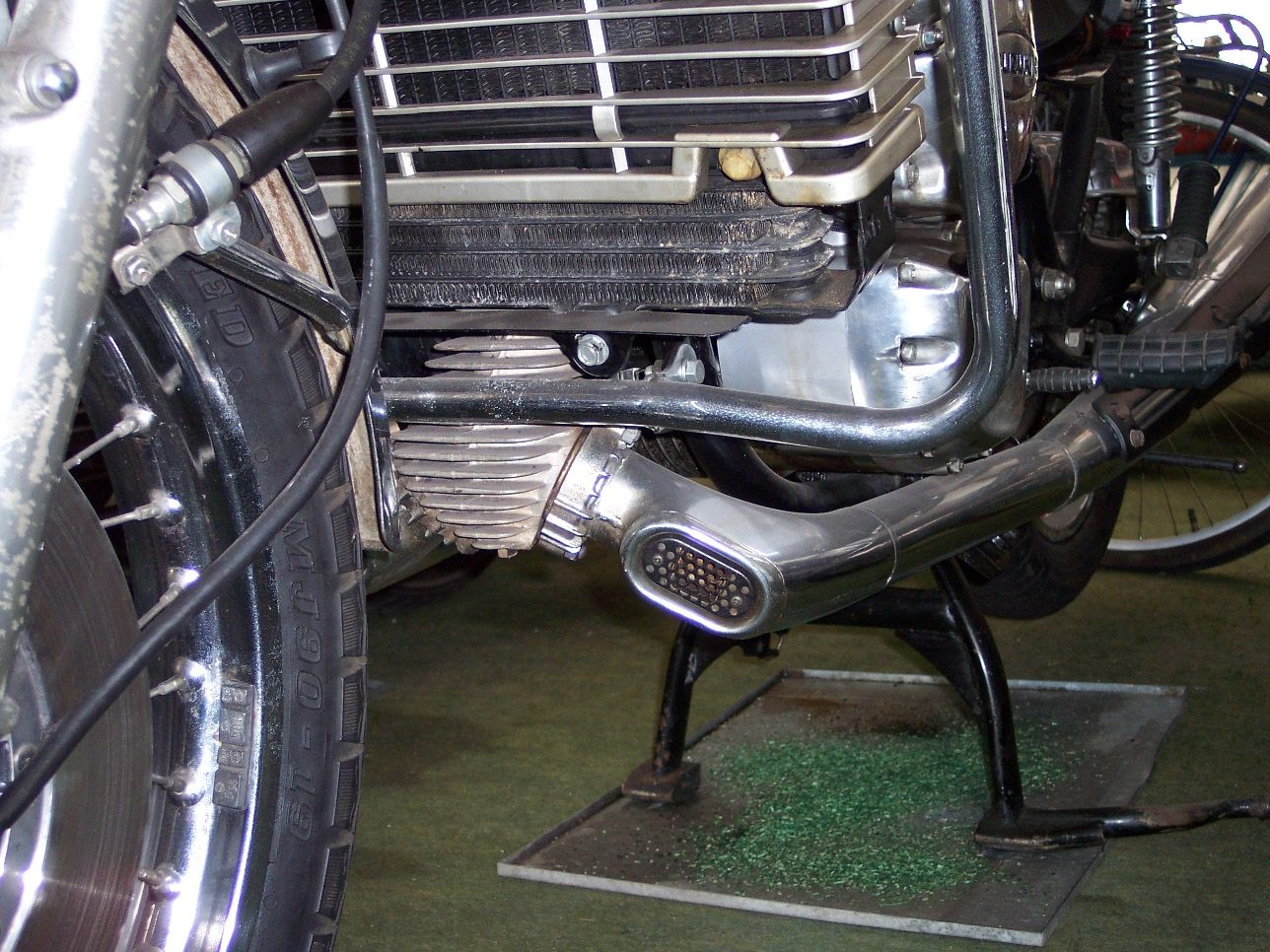
(Wasser-)Kühler, Ölkühler und luftgekühlte doppelwandige Auspuffrohre einer Suzuki RE 5
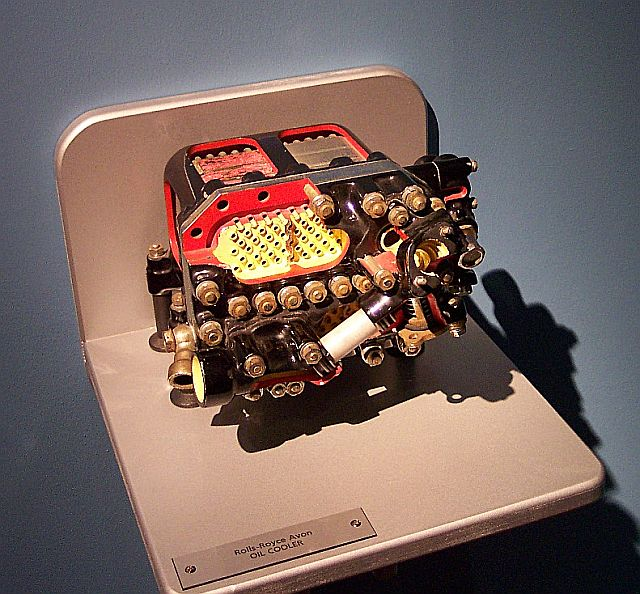
Ölkühler eines Rolls-Royce Avon Strahltriebwerks
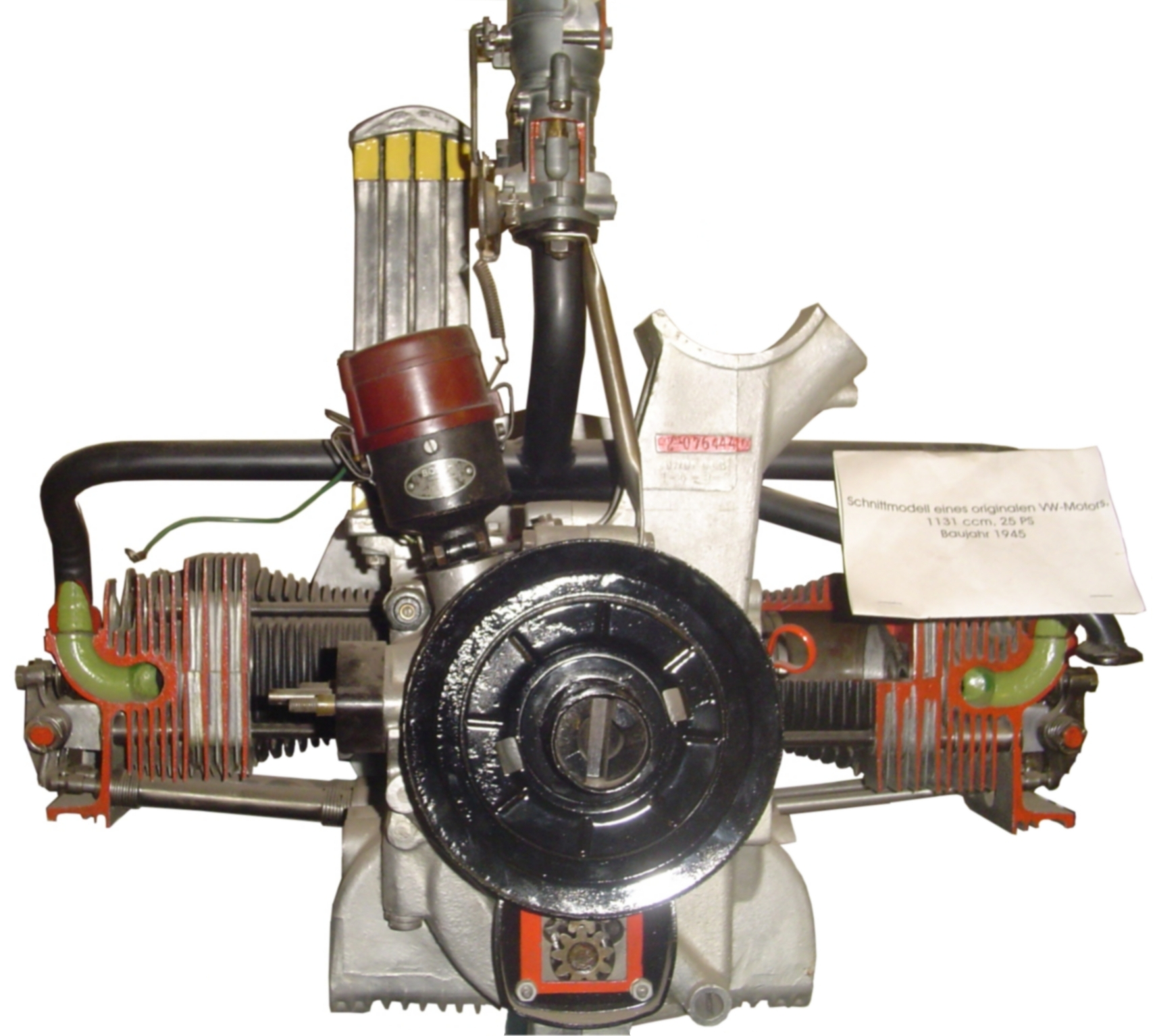
Schnittbild des 25-PS-Boxermotors aus einem VW-Käfer von 1945 mit Ölkühler (gelbes Bauteil hinten links)

### Computertechnik

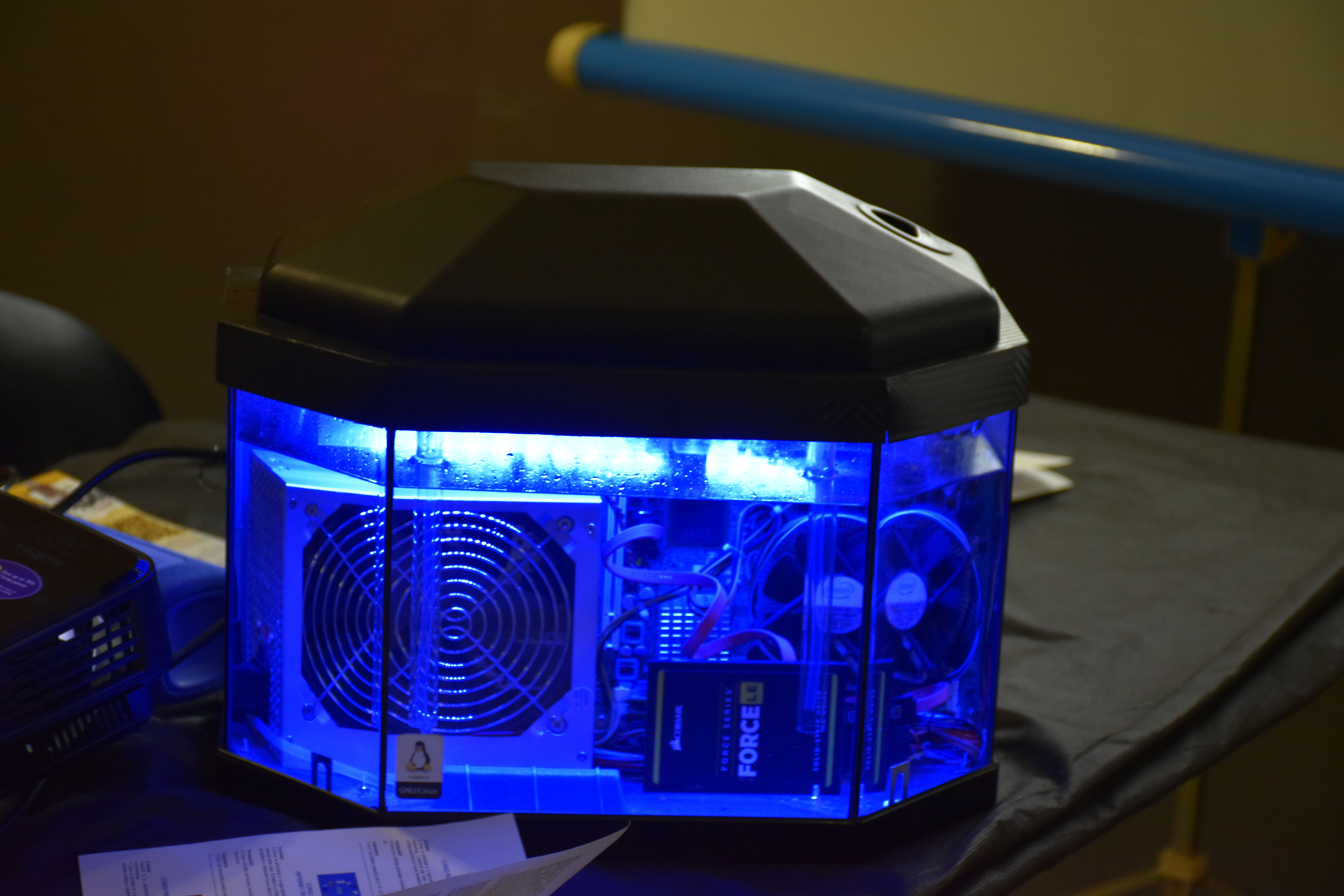
Mineralölkühlung eines handelsüblichen PCs

Auch PC-Bastler nutzen gelegentlich Öl, um ganze Computersysteme zu kühlen, das wegen seiner isolierenden Wirkung – anders als das Wasser in einer PC-Wasserkühlung – bedenkenlos in Kontakt mit dem System treten kann. Es entstehen also auch bei Lecks in Schläuchen und Kühlkörpern keine Kurzschlüsse. Man kann die gesamte Rechnerelektronik (außer Laufwerken und anderen Komponenten mit beweglichen Teilen) in ein Ölbad setzen und normal weiterbetreiben. Diese Technik kann man auch einsetzen, wenn man eine CPU oder GPU übertakten möchte. Durch das Öl als flüssigen Wärmeleiter sinkt die Temperatur – wenn auch nicht so stark wie bei einer Wasserkühlung, da Öle typischerweise eine geringere spezifische Wärmekapazität als Wasser besitzen – und es tritt keine Überhitzung ein. Dabei ist die Art des Öls nicht so bedeutend. Normales Speiseöl wird von Bastlern auch wegen des günstigen Preises bevorzugt. Zu beachten ist jedoch, dass Speiseöl und andere auf echten Fetten (also Triglyceriden von Fettsäuren) basierende Öle, im Gegensatz zu Mineralöl oder synthetischen Ölen, bei Kontakt zum Sauerstoff der Luft mit der Zeit ranzig werden, die Abwärme des Rechners beschleunigt diesen Vorgang noch. Deshalb empfiehlt es sich, bei der Ölkühlung von Computertechnik Transformatorenöl oder säure- und harzfreies Silikonöl zu verwenden. Silikonöl ist gesundheitlich weitaus weniger bedenklich als andere Nicht-Speiseöle. Bei der Nutzung von Silikonöl ist darauf zu achten, dass das zu verwendende Computergehäuse (z. B. ein Aquarium) nicht mit Silikon verklebt ist, da Silikonöl jegliches Silikon auflösen kann.